# Боголеп
Боголеп — мужское имя, русский перевод греческого имени Феопрепий. От имени происходит фамилия Боголепов.
Имя Боголеп обычно выбиралось в допетровской Руси при принятии монашества людьми по имени Борис; общепринят был выбор иноческого имени на ту же букву, что и мирское, а других принятых в православии имён на букву Б не было (такое имя могло быть лишь славянским, так как в греческом алфавите данная буква отсутствует). В монашестве перед смертью имя Боголеп принял царь Борис Годунов, в миру имя Борис носил и Боголеп Черноярский.

## Известные носители
- Феопрепий (Боголеп) Потамский (IV век) — раннехристианский мученик.
- Боголеп Угличский (XVI век) — преподобный Русской церкви.
- Боголеп Черноярский (1647—1654) — преподобный Русской церкви.
- Боголеп (Голицын) (1654—1714) — князь, воспитатель и соратник Петра I, принявший перед смертью монашеский постриг во Флорищевой пустыни.
- Боголеп (Адамов) (ум. 1726) — епископ Устюжский и Тотемский.
- Боголеп (Анцух) (1911—1978) — архиепископ Кировоградский и Николаевский.
- Боголеп (Гончаренко) (род. 1978) — архиепископ Александрийский и Светловодский Украинской православной церкви.